# Spinomantis fimbriatus
Spinomantis fimbriatus är en groddjursart som först beskrevs av Frank Glaw och Miguel Vences 1994.  Spinomantis fimbriatus ingår i släktet Spinomantis och familjen Mantellidae. IUCN kategoriserar arten globalt som livskraftig. Inga underarter finns listade i Catalogue of Life.